# Liolaemus puelche
Liolaemus puelche — вид ігуаноподібних ящірок родини Liolaemidae. Ендемік Аргентини.

## Поширення і екологія
Liolaemus puelche відомі з типової місцевості, розташованої в департаменті Маларгуе в провінції Мендоса. Вони живуть у високогірних чагарникових заростях, зустрічаються на висоті 1600 м над рівнем моря. Є всеїдними, відкладають яйця.